# Invasión brasileña a Chiquitos
La invasión brasileña a Chiquitos fue una expedición militar realizada por fuerzas de la provincia de Mato Grosso del Imperio de Brasil contra el Estado del Alto Perú. Se dice que fue una demostración de fuerza por parte del Imperio del Brasil para que la Gran Colombia y sus aliados no apoyaran a las Provincias Unidas del Río de la Plata en la guerra del Brasil en curso, aunque en última instancia la provincia actuó independientemente del gobierno central, sin conocimiento o consentimiento de Río de Janeiro, lo que hizo que Pedro I de Brasil repudiase el ataque y exigiera la inmediata retirada.

## Misiones diplomáticas entre Alvear y Sucre
Durante la guerra del Brasil, las Provincias Unidas del Río de la Plata comenzaron a temer que las tropas brasileras pudieran vencer a las rioplatenses, debido a esto, durante los primeros meses de guerra el general Carlos María de Alvear empezó a intercambiar correspondencia con Antonio José de Sucre, quien en aquel entonces era gobernante del Alto Perú, un plan para invadir el Imperio del Brasil, causando una guerra entre la Gran Colombia y sus Estados satélites (Perú y Alto Perú) contra Brasil, para que la Gran Colombia se anexase territorios brasileros del norte, y el Río de la Plata territorios brasileros del sur, y el resto del Brasil dividirlo en repúblicas; es así, que los brasileros no tardaron mucho al enterarse del intercambio de cartas entre Alvear y Sucre. Aunque el emperador Pedro I no le dio mucha importancia, el gobernador del Estado brasileño de Mato Grosso, Manuel Alves de Acuña irritado por la posible alianza entre grancolombianos y rioplatenses, organizó sin el permiso del emperador un expedición militar al Alto Perú, con la finalidad de hacer una demostración del poder militar del Brasil e intimidar a la Gran Colombia y garantizar la neutralidad de este último.

## Asunto Ramos
En marzo de 1825, tras la liberación de Santa Cruz de la Sierra por José Manuel Mercado, el gobernador realista coronel Sebastián Ramos se pronunció a favor de la revolución enviando felicitaciones a Antonio José de Sucre en una carta de adhesión a la causa de la independencia. Sin embargo, poco después envió al Mato Grosso al sacerdote José María Velasco a solicitar el apoyo brasileño proponiendo la anexión de la provincia de Chiquitos al Imperio de Brasil. En su intento de anexar Chiquitos a Mato Grosso, Ramos llevó consigo hasta 300 indígenas cuando atravesó la frontera binacional. Un Tratado de Capitulación fue firmado en Vila Bela da Santíssima Trindade el 28 de marzo, la que fue aceptada por la Junta Gubernativa del Mato Grosso el 13 de abril, declarando a Ramos gobernador y jurándose fidelidad al emperador de Brasil el 24 de abril.

1° La provincia de Chiquitos se entregara bajo la protección de S. M. I. hasta que evaquada la América Española, ô reino del Perú del poder revolucionario comandado por los sediciosos Simón Bolívar y Antonio José de Sucre sea reconquistada por las armas de S. M. C., y reclamada por dito Soberano, ó por algún general a su real nombre.

2° Serán conserVados sus estatutos políticos, y eclesiásticos, y leijes fundamentales de ella como las exenciones que gozan por privilegios los empleados y naturales.

El 15 de abril se envió una comunicación al emperador participándole la anexión.

## Invasión brasileña
El 25 de abril 400 soldados brasileños fueron enviados a Santa Ana de Velasco al mando del comandante mayor Manuel José de Araujo e Silva, quien al día siguiente envió desde ese pueblo a Sucre una comunicación anunciando la anexión, quien la recibió el 11 de mayo. Sucre envió un ultimátum ese día, amenazando con enviar un ejército a expulsarlos.

La nota que V. S. se sirve dirigirme el 26 de abril, acaba de llegar á mis manos. El comandante Ramos gobernador de Chiquitos, no solo carecía de facultades para ninguna negociación con V. S., sino que no tenía ninguna credencial para entrar en relaciones con un gobierno extranjero. La entrega que ha hecho de la Provincia de Chiquitos á V. S., es una traición y una perfidia; y V. S. ha cometido una agresión injusta en ocuparla. La provincia de Chiquitos perteneciente á estos territorios, y puesto ya bajo las armas libertadoras, no puede recibir otras autoridades que las que se le destinen por su legitimo gobierno.

(...) Prevengo pues al Sr. comandante jeneral a Santa Cruz que si V. S. no desocupa en el acto la Provincia de Chiquitos, marche contra V. S. y no se contente con libertar nuestras fronteras, sino que penetre al territorio que se nos declara enemigo, llevando la desolación, la muerte y el espanto para vengar nuestra patria y corresponder a la insolente nota y á la atroz guerra con que V. S. lo ha amenazado.
Carta de Sucre a Araujo e Silva

El 30 de mayo, antes de tomar conocimiento el emperador por carta de Simón Bolívar, la provincia fue evacuada por los brasileños que saquearon las iglesias de Santa Ana y de San Rafael y anularon la anexión. Por estar invadida, Chiquitos no participó de la asamblea convocada por Sucre que declaró la independencia de Bolivia.
Tras la creación de Bolivia luego de la Declaración de Independencia el 6 de agosto de 1825, Chiquitos permaneció como provincia dentro del departamento de Santa Cruz.

## Respuesta de Pedro I

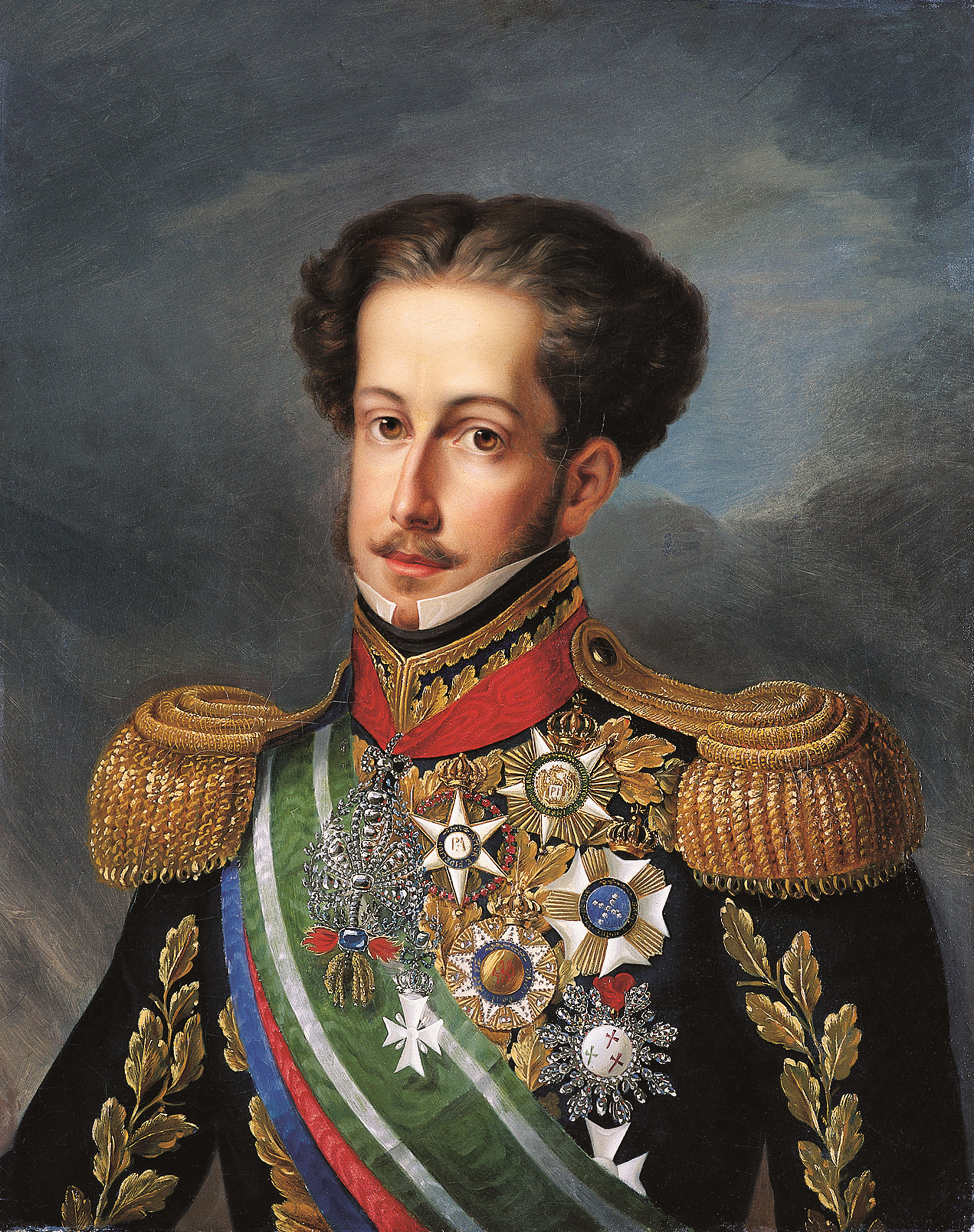
Pedro I del Brasil.

El 13 de agosto, esta gesta llegó a los oídos de Pedro I, quien repudió la invasión y ordenó la retirada inmediata de las tropas brasileras del Alto Perú. Asimismo depuso al gobernador de Mato Grosso, y envió cartas de disculpa a Sucre y Bolívar. Simón Bolívar aceptó las disculpas y se comprometió a mantener la neutralidad durante el conflicto.